# Ivy Holzer
Ivy Holzer (Roma, 1944) è un'attrice italiana.

## Biografia
Nata a Roma ma di origine tedesca, si dedica inizialmente al cinema anche se la sua maggiore aspirazione è il teatro. Comprimaria in diverse pellicole di successo in cui spesso ricopre il ruolo della bella di turno, ha avuto un ruolo da protagonista nel film Il lungo, il corto, il gatto, dove interpreta Gina. In teatro si è cimentata sia nel genere leggero della commedia musicale sia nella prosa impegnata di autori come Pirandello e Plauto.

## Teatro
- I trionfi, con Carlo Dapporto, Miranda Martino, Maurizio Merli, Genny Folchi, Gianni Musy, Giuseppe Anatrelli[4]
- I rompiglioni con Paolo Carlini, Lia Zoppelli, Marisa Merlini, Toni Ucci[5]
- I menecmi, con Arnoldo Foà, Lea Padovani, Gastone Pescucci[6]
- Minidonna, con Sandra Mondaini, Antonella Steni, Ave Ninchi[7]
- Sagra del signore della nave con Domenico Modugno, Cesco Baseggio, Elio Zamuto, Gigi Reder, Leda Palma.[8]
- Mirmillone con Giustino Durano, Paola Quattrini, Miranda Martino.[9]
- Mi è caduta una ragazza nel piatto con Domenico Modugno, Paola Quattrini, Mimmo Craig[10]

## Filmografia

### Cinema
- L'amore nasce a Roma, regia di Mario Amendola (1958)
- È arrivata la parigina, regia di Camillo Mastrocinque (1958)
- Totò nella luna, regia di Steno (1958)
- La cento chilometri, regia di Camillo Mastrocinque (1959)
- L'arciere nero, regia di Piero Pierotti (1959)
- Sanremo - La grande sfida, regia di Piero Vivarelli (1960)
- La strada dei giganti, regia di Guido Malatesta (1960)
- L'ammutinamento, regia di Silvio Amadio (1961)
- Mina... fuori la guardia, regia di Armando W. Tamburella (1961)
- L'onorata società, regia di Riccardo Pazzaglia (1961)
- La cuccagna, regia di Luciano Salce (1962)
- Obiettivo ragazze, regia di Mario Mattoli (1963)
- Le ore dell'amore, regia di Luciano Salce (1963)
- Totò contro i quattro, regia di Steno (1963)
- Che fine ha fatto Totò Baby?, regia di Ottavio Alessi (1964)
- La rivolta dei pretoriani, regia di Alfonso Brescia (1964)
- I due gladiatori, regia di Mario Caiano (1964)
- FBI chiama Istanbul, regia di Emimmo Salvi (1964)
- Michelino Cucchiarella, regia di Tiziano Longo (1964)
- Amore all'italiana, regia di Steno (1964)
- Il lungo, il corto, il gatto, regia di Lucio Fulci (1967)
- Samoa, regina della giungla, regia di Guido Malatesta (1967)
- Il figlio di Aquila Nera, regia di Guido Malatesta (1967)
- Odia il prossimo tuo, regia di Ferdinando Baldi (1968)
- Il coraggioso, lo spietato, il traditore (1968)
- Più tardi Claire, più tardi..., regia di Brunello Rondi (1968)
- Temptation, regia di Lamberto Benvenuti (1968)
- Franco e Ciccio superstars, regia di Giorgio Agliani (1974)
- Ogni lasciato è perso, regia di Piero Chiambretti (2001)

### Televisione
- Metropolitan, l'oscar della canzone[11]
- Tutto Totò (1967) – serie TV, 4 episodi
- L'eroe regia di Manuel De Sica (1974) - film TV

## Doppiatrici italiane
- Anne Marie Delos in Totò contro i quattro
- Flaminia Jandolo in La rivolta dei pretoriani
- Maria Pia Di Meo in I due gladiatori
- Rita Savagnone in Samoa, regina della giungla
- Melina Martello in Il figlio di Aquila Nera
- Fiorella Betti in Odia il prossimo tuo